# Жвикова, Эльвира Анатольевна
Эльвира Анатольевна Жвикова (бел. Эльвіра Анатольеўна Жвікова; род. 1 августа 1962, Витебск, Белоруссия) — белорусский дизайнер, член общественного объединения Белорусский союз дизайнеров.
Направления работы: моделирование одежды.

## Биография
Эльвира Анатольевна Жвикова родилась в г. Витебске в БССР. В 1985 году окончила Московский государственный текстильный университет имени А. Н. Косыгина. Училась у Т.В. Козловой, Б.А. Бурмистрова. С 1985 года участвует в выставках, конкурсах, фестивалях мод в Беларуси (Минск, 1987, 1997 ― премия республиканского конкурса модельеров «Мамонт»; Витебск, 1997), Эстонии (Таллин, 1985 ― 1989), Украине (Киев, 1996 ― премия международного фестиваля модельеров «Alta Moda»). С 1996 года член общественного объединения Белорусского союза дизайнеров.
Живет и работает в Минске.

## Основные работы
- Коллекции моделей одежды «Dolce Vita».
- Коллекция моделей одежды «Мужской костюм».
- Коллекция моделей одежды «Тормоз».
- Коллекция моделей одежды «Ливадия».

## Творческая биография
- 1988, 1989 ― Дипломант Таллиннских Дней Моды, г. Таллинн;
- 1996 ― Призер фестиваля Альта-мода , г. Киев;
- 1996 ― Призер фестиваля авангардной моды « Мамонт», г. Минск;
- 1998 ― Призер фестиваля « Белая Амфора», г. Витебск;
- 2000 ― 2014 ― главный художественный руководитель ОАО Центр Моды, Минск, Беларусь;
- С 2000 по н. вр. председатель ГЭКа  ИСЗ им. Широкова;
- C 1999 по н. вр. творческое сотрудничество с народной артисткой Беларуси Еленой Спиридович; Создание сценического костюма и предметов одежды личного гардероба;
- 2009 ― 2011 ― Создание сценических костюмов для бэк-вокалистов Национального Академического концертного оркестра Беларуси Михаила Финберга;
- 2008 ― 2009 ― Создание сценических костюмов для сотрудника «Белтелерадиокомпании» Дмитрия Карася, ведущих новостных программ канала «Беларусь-1»  (2012);
- 2000 — 2012 — регулярное создание сезонных трендовых коллекций и проведение авторских семинаров «Модные тенденции сезона …» в рамках проектов ОАО Центр Моды и концерна «Беллегпром»;
- 2005 (март) ― Демонстрация коллекции в рамках дипломатического приёма  посольства Республики Беларусь в Российской Федерации, г. Москва;
- 2005 (ноябрь) ― Коллекция весна-лето 2006, призер фестиваля «Лён», г. Минск;
- 2006 (апрель) ― Коллекция осень-зима 2006/2007, призер фестиваля «Меховой бум», г. Минск;
- 2006 (ноябрь) ― Коллекция весна-лето 2007, призер фестиваля «Ситцевый бал», номинация « Новое звучание», демонстрация коллекции на Национальной выставке Республики Беларусь в Латвийской Республике (г. Рига), демонстрация коллекции на фестивале «Спатканне» Белорусско-эстонской ассоциации, г. Таллинн;
- 2007( ноябрь) ― Коллекция «Проспект» весна-лето 2008, демонстрация коллекции на Национальной выставке Республики Беларусь в Венесуэле 20-24 ноября в рамках визита в Венесуэлу Президента Республики Беларусь, Демонстрация коллекции для делегации ЮАР;
- 2008 (ноябрь) ― Коллекция «Экспедиция» весна-лето 2009. Призер фестиваля «Лён», г. Минск, демонстрация коллекции на Национальной выставке Республики Беларусь «Беларусь-2008» в Российской Федерации (г. Москва), демонстрация коллекции на Национальной выставке Республики Беларусь в Латвийской Республике (г. Рига);
- 2010 ― Разработка представительской одежды для выставки «Экспо-2010» в г. Шанхае;
- 2010 (декабрь) ― Коллекция «Сирены Титана» в рамках рождественского проекта «С любовью к Парижу», проводимого совместно с Посольством Французской Республики и Национальным Художественным музеем Республики Беларусь;
- 2011 (январь) ― Демонстрация коллекции во Дворце Республик в рамках мероприятий, проводимых Управлением Делами Президента Республики Беларусь;
- Коллекция в рамках совместного культурного проекта с посольством КНР « Традиции китайского костюма»;
- 2011 (март) ― Демонстрация коллекции в рамках культурного проекта «Масленица на Логойском подворье»;
- 2011 (апрель) ― Демонстрация коллекции в рамках культурного проекта совместно с «Женским музеем» г. Бонн;
- 2011 (июль) ― Демонстрация коллекции в рамках дипломатического приёма  посольства Республики Беларусь в Литовской Республике, посвящённого Дню Независимости (г. Вильнюс), Демонстрация коллекции на выставке-ярмарке «20-лет СНГ», (РФ, г. Москва);
- 2011 (ноябрь) ― Коллекция «На яркой стороне» весна-лето 2012, совместный проект с Национальным  историческим музеем Республики Беларусь, г. Минск;
- 2011 (декабрь) ― Коллекция «С любовью к Венеции» в рамках рождественского проекта «С любовью…», проводимого при поддержке Посольства Итальянской Республики и совместно с Национальным Художественным музеем Республики Беларусь;
- 2012 ― Разработка форменной одежды бортпроводников компании «Belavia»;
- 2012 (декабрь) ― Коллекция «С любовью к Вене » в рамках рождественского проекта «С любовью…», проводимого при поддержке Почётного Консульства Австрийской Республики и совместно с Национальным Художественным музеем Республики Беларусь;
- 2013 (апрель) ― Проведение в рамках 22-й Международной ярмарки «БелТекслегпром» авторского семинара «Модные тенденции сезона осень/зима 2013/20014. Цветовая палитра. Текстиль. Стайлинг. Лето-2014. Цветовая палитра. Текстиль»;
- 2013 (август) ― Проведение в рамках  выставки «Brest Fashion Exhibition» авторского семинара «Модные тенденции сезона осень/зима 2013/2014. Цветовая палитра. Текстиль. Стайлинг. Лето-2014. Цветовая палитра. Текстиль»;
- 2013 (октябрь) ― Проведение в рамках 23-й Международной ярмарки «БелТекслегпром» авторского семинара «Модные тенденции Лето-2014.  Цветовая палитра. Текстиль. Стайлинг», Демонстрация коллекции весна-лето 2014 на KFW (г. Алма-Аты);
- 2013 (ноябрь) ― Коллекция «Ускользающий день», весна-лето 2014 , BFW (г. Минск), Проведение авторского  семинара «Цветовая палитра. Текстиль. Стайлинг. Лето-2014.Женская одежда. Мужская одежда» в рамках 23 Республиканского фестиваля моды и фото «Мельница Моды - 2014».
- 2014 (апрель) ― Коллекция осень-зима 2014-2015, BFW (г. Минск);
- 2014 ― главный эксперт в компетенции «Fashion technology » регионального чемпионата WSC Belarus;
- 2015 ― эксперт в компетенции «Fashion technology » на чемпионате мира WSC-2015, Сан-Пауло, Бразилия[2].